# Фелицитата и Перпетуя
Фелицита́та (Фелицита) и Перпе́туя (Перпе́туа) — христианские мученицы, пострадавшие в Карфагене в 203 году. Об их аресте, заключении и мученичестве рассказывается в «Страстях святых Перпетуи, Фелицитаты и с ними пострадавших» — одном из первых подобных документов в истории Церкви.

## Личности мучеников
Согласно упомянутым «Страстям», Перпетуя была 22-летней вдовой и кормящей матерью, происходившей из знатной семьи. Фелицитата была её рабыней, в момент ареста ожидавшей ребёнка. Советский религиевед Иосиф Крывелёв возводит происхождение имён Перпетуи и Фелицитаты к латинскому изречению perpetuum felicitate (с лат. — «постоянного счастья»).
С ними пострадали два свободных гражданина — Сатурнин и Секунд, а также раб по имени Ревокат. Все пятеро были катехуменами в Карфагенской церкви и готовились принять крещение.
Указ императора Септимия Севера позволил христианам исповедовать своё учение, но запрещал посторонним присоединяться к Церкви. Во исполнение этого указа пятеро катехуменов были арестованы и помещены под стражу в частном доме. Вскоре к ним присоединился их наставник Сатур, пожелавший разделить судьбу своих учеников. Перед переводом в темницу все пятеро приняли крещение. Обстоятельства суда и смерти мучеников, а также видения Сатура и Перпетуи описаны в «Страстях».

## История мученичества
«Страсти» состоят из четырёх частей: краткого введения (I—II главы), история и видения Перпетуи (III—IX главы), видения Сатура (XI—XIII главы), записанные свидетелями обстоятельства смерти мучеников (XIV—XXI главы). «Страсти» сохранились в греческом и латинском оригиналах и считаются древнейшими из сохранившихся мученических Актов.

### Заключение и суд
В «Страстях» Перпетуя рассказывает о том, что первые дни заключения были омрачены тревогой о её новорождённом младенце. Вскоре двум карфагенским дьяконам удалось подкупить стражей и принести ребёнка матери; ей было позволено оставить дитя при себе, после чего темница стала для неё подобной дворцу. Отец Перпетуи, знатный язычник, приходил к дочери с просьбой отречься от Христа и не позорить честь их имени, но Перпетуя была непреклонна. На судебном процессе отец присутствовал вновь, забрав от мученицы её ребёнка, он заклинал дочь отречься от Христа, хотя бы ради младенца. Аналогично действовал и римский прокуратор, но Перпетуя отказалась даже для вида принести жертву о здравии императора. Все шесть мучеников ещё раз объявили себя христианами и были приговорены к смерти — растерзанию зверями. Накануне будущих мучеников посетили христиане, а затем вновь отец Перпетуи, тщетно пытавшийся переубедить дочь.

### Видения Перпетуи
В «Страстях» описаны следующие видения Перпетуи:
- золотая лестница, по которой на небеса восходили праведники, лестницу окружали предметы холодного оружия, а под лестницей стерёг дракон;
- мученица попирала голову дракона, а затем восходила по золотой лестнице к зелёному лугу, на котором Добрый пастырь пас стадо овец, Пастырь дал мученице вкусить из его рук, причём окружающие сказали при этом «Аминь» (знак будущего мученичества и райского блаженства);
- её некрещённый брат Динократ, умерший в детстве от обезобразившей его болезни, находился в тёмном и мрачном месте. После молитвы Перпетуя вновь увидела его здоровым и счастливым, и лишь маленький шрам напоминал о его прежней болезни (это видение пересказывает блаженный Августин);
- мученица победила дикого египтянина, Перпетуя увидела в этом знак того, что ей предстоит победа не над дикими зверьми, но над дьяволом;
- накануне смерти Перпетуя вновь видела лестницу на небо, по которой восходили христиане, и змею, жалившую их.

### Видения Сатура
Сатур видел себя и Перпетую перенесёнными четырьмя ангелами на Восток в прекрасный сад, где их встретили другие африканские мученики — Иокунд, Сатурнин, Артай и Квинт. В другом видении Сатур видел священномучеников — епископа Оптата Карфагенского и пресвитера Аспазия, предлагавших ему утешиться с ними. Описание чертога, ангелов, поющих «Свят, свят, свят», и двадцати четырёх старцев схожи с видениями Иоанна Богослова в четвёртой главе Откровения.

### Мученическая смерть
Секундул умер в заключении. Фелицитата, находившаяся на последнем месяце беременности, боялась, что ей не позволят умереть за Христа, так как по римским законам казнь беременной запрещалась. Но за два дня до казни она родила дочь, которую удалось отдать свободной христианке. Перпетуя рассказывает, что тюремщики спросили измученную родами Фелицитату : «Вот, ты так страдаешь сейчас; что же будет с тобою, когда тебя бросят зверям?». Фелицитата ответила на это: «Сейчас страдаю я, а там со мной будет страдать Другой, так как я готова страдать с Ним». Накануне казни на мучеников пришли посмотреть любопытствующие горожане, и Сатур сказал им: «Внимательно изучите наши лица, чтобы вы смогли узнать их в день Суда».
Казнь мучеников состоялась 7 марта — в день празднования дня рождения Геты — сына и соправителя Септимия Севера. По сценарию праздника мужчин должны были одеть в костюм Сатурна, а женщин — Цереры. Но Перпетуя заявила мучителям, что христиане идут на смерть, лишь бы не поклоняться римским богам, и потребовала уважать их свободную волю. Палачи уступили требованию мученицы.
На трёх мужчин (Сатурнина, Ревоката и Сатура) выпустили кабана, медведя и леопарда; на Фелицитату и Перпетую — дикую корову. Звери изранили мучеников, но не смогли убить их. Тогда израненные мученики приветствовали друг друга братским поцелуем, после чего были обезглавлены. При этом неопытный палач Перпетуи сумел обезглавить её только со второго удара, причём она сама приставила его меч к своему горлу. Христиане выкупили тела мучеников и погребли их в Карфагене.

## Почитание
После окончания гонений над гробницей Фелицитаты и Перпетуи в Карфагене была воздвигнута большая базилика. Тесная связь Римской и Карфагенской церквей сделала имена мучениц известными в Риме, в IV веке их имена уже упомянуты в римском календаре. Фелицитата и Перпетуя упоминаются в евхаристическом каноне римской литургии.
Изначально днём памяти Фелицитаты и Перпетуи было 7 марта — день их мученической кончины. В связи с тем, что этот же день впоследствии стал праздником в честь Фомы Аквинского, папа Пий X перенёс день памяти Фелицитаты и Перпетуи на 6 марта. После реформы богослужебного календаря (1969 год), последовавшей за Вторым Ватиканским собором, празднование в честь Фелицитаты и Перпетуи было возвращено на 7 марта. Современная коллекта, используемая в Римской церкви 7 марта, такова: «Боже, ради любви твоей святые мученицы Перпетуя и Фелицитата устояли в вере перед лицом гонений и смертной муки; просим Тебя, чтобы их молитвами в нас возрастала любовь к Тебе. Через Господа нашего Иисуса Христа, Твоего Сына, Который с Тобою живёт и царствует в единстве Святого Духа, Бог, во веки веков».
7 марта Фелицитата и Перпетуя вспоминаются в англиканских и лютеранских церквах. В православной церкви память Фелицитаты и Перпетуи отмечается 1 (14) февраля.
Ковчег с частью мощей святых мучениц хранится и выставлен для поклонения паломникам в правом приделе церкви Святых Апостолов Петра и Павла в г. Бохум (Германия).